# Neonka obecná
Neonka obecná (Paracheirodon innesi), známá také jako tetra neonová, je drobná sladkovodní rybka, z čeledi tetrovití, pocházející z pramenných vod amazonské oblasti z řek Marañón, Ucayali a jejich přítoků v podhůří peruánských And. Byla objevena v roce 1936 a do Evropy se dostala v letech 1937–1940, kdy došlo k několika importům z přírodního prostředí. Do tehdejšího Československa byla dovezena hned po druhé světové válce v roce 1945 a brzy i úspěšně rozmnožena.

## Chov v akváriu
- Chov ryby: Nenáročná na chov. Ryba je vhodná do společenských akvárií se stejně velkými rybami. Je vhodné ji chovat v hejnu alespoň 5 a více kusů.[1]
- Teplota vody: 20–24 °C[1]
- Kyselost vody: 6–7,5 pH[1]
- Tvrdost vody: 3–12° dGH[1]
- Krmení: Jedná se o všežravou rybu, preferuje živou hmyzí potravu, přijímá také vločkové, nebo mražené krmivo. Pro dobré vybarvení a růst by měla převažovat živočišná potrava.[1]
- Rozmnožování: Rozmnožuje se ve dvoulitrových elementkách (celoskleněná nádrž) s vytíracím roštem na dně. Správná teplota a tvrdost vody jsou klíčové pro vývoj jiker a následný růst plůdku. V profesionálních pěstírnách se nasazují ke tření celá chovná hejna, lepších výsledků je však dosahováno při tření v párech.[2]

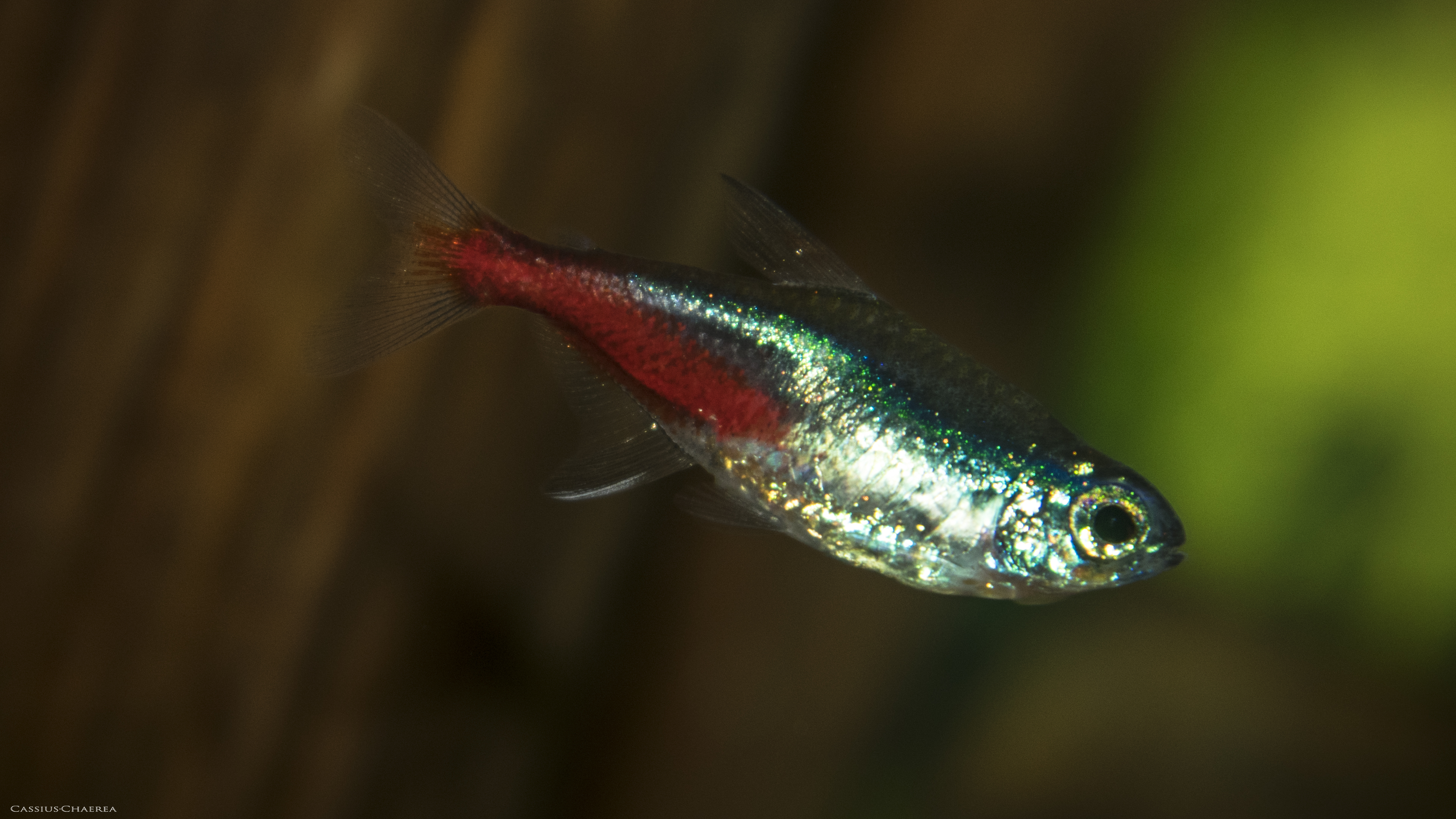
Neonka obecná

Tetra neonová je mírumilovná a daří se jí v prostornějších nádržích středně zarostlých, s tmavším dnem a dobře prokysličenou vodou. Vhodné je použít na dno nádrže hrubozrnný písek kombinovaný s pláty břidlice a vyluhovanými kořeny. Celková tvrdost vody pro dospělé ryby by neměla přesáhnout 8° N a hodnota pH neutrální hranici (pH 7). Teplotu vody je třeba udržovat v rozmezí 20–22 °C. Při vyšší tvrdosti a teplotě nad 24 °C degeneruje nejen pohlavní ústrojí, ale dochází i ke ztrátě pigmentace a celkovému chřadnutí ryb. Tetrám neonovým neprospívá příliš stará akvarijní voda. Jakmile poklesne pH pod hodnotu 6, je třeba část vody vyměnit za čerstvou, ale dobře odplyněnou zásaditější vodu.
Rybky využívají hlavně spodní část vodního sloupce. Na tmavém pozadí nádrže vypadají jako pohybující se smaragdy. Milují tmavá stinná místa a zdržují se v hejnu. Neustále hledají potravu kolem kamenů a kořenů u dna. V době tření samečci bojují o samičky, jsou sytěji vybarveni a zvláště jejich hřbetní ploutev je kouřově černá. Břišní partie samiček jsou objemnější, takže v pohlaví rybek se v této době nemůžeme zmýlit. Rybky se v přírodním prostředí vytírají v období dešťů v zatopených tůních a tišinách pralesa. K vytírání je tedy důležitá čerstvá a měkká voda. Pohlavní útlum vyvolává starší, tvrdá a kyselá voda a přechodný nedostatek potravy.

## Přírodní prostředí
V původním prostředí žije v křišťálově čisté, čiré, měkké, slabě kyselé vodě teplé 22–24 °C. Vody jsou tu zastíněny bujnou pralesní vegetací a rybky si přivykly na trvalé šero a polostín.

## Rozdíl v pohlaví
Sameček tetry neonové je štíhlý, bříško má rovné, svítící pas nelomený a dorůstá 3–3,5 cm délky. Samička je zavalitější, svítící pas pod hřbetní ploutví má obloukovitě prohnutý směrem dolů a dorůstá délky asi 4 cm.